# إل سانتو
إل سانتو (بالإسبانية: Rodolfo Guzmán Huerta) هو مصارع محترف وممثل مكسيكي، ولد في 23 سبتمبر 1917 في المكسيك، وتوفي في 12 فبراير 1982 بمدينة مكسيكو في المكسيك بسبب نوبة قلبية. بدأ مشواره المهني سنة 1934.

## وصلات خارجية
- إل سانتو على موقع دبليو دبليو إي (الإنجليزية)
- إل سانتو على موقع WrestlingData.com (الإنجليزية)
- إل سانتو على موقع CageMatch worker (الإنجليزية)
- إل سانتو على موقع قاعدة بيانات المصارعة على الإنترنت (الإنجليزية)
- إل سانتو على موقع عالم المصارعة على الإنترنت (الإنجليزية)
- إل سانتو على موقع عالم المصارعة على الإنترنت (الإنجليزية)

- إل سانتو على موقع IMDb (الإنجليزية)
- إل سانتو على موقع ألو سيني (الفرنسية)
- إل سانتو على موقع أول موفي (الإنجليزية)
- إل سانتو على موقع إن إن دي بي (الإنجليزية)
- إل سانتو على موقع قاعدة بيانات الفيلم (الإنجليزية)